# Gliese 581 c
Gliese 581 c är en planet i bana kring den röda dvärgstjärnan Gliese 581. Planeten förefaller ligga inom den beboeliga zonen, där yttemperaturen möjliggör att flytande vatten kan finnas. Planeten befinner sig 20,5 ljusår från jorden i stjärnbilden Vågen.

## Upptäckt
Gliese 581 c upptäcktes av Stephane Udry och hans team vid Genèves observatorium i Schweiz den 4 april 2007, med hjälp av Europeiska sydobservatoriets 3,6-metersteleskop i La Silla i Anderna, Chile.

## Omloppsbanans egenskaper
Gliese 581 c har en omloppstid på cirka 13 dagar och dess avstånd från stjärnan är endast omkring 7 % av jordens till solen, omkring 11 miljoner km, medan jordens avstånd är 150 miljoner km. Eftersom moderstjärnan är mindre och kallare än solen, så placerar sig planeten ändå i stjärnans beboeliga zon. Detta betyder också att Gliese 581 är flera gånger större på planetens himmel än solen är på jordens.

## Fysiska egenskaper
Gliese 581 c kan vara den första exoplaneten som har en temperatur liknande jordens. Den är den hittills minsta exoplaneten man hittat som kretsar runt en huvudseriestjärna.
Bestämningen av dess massa baseras på de andra planeterna i Gliese 581-systemet. Genom att använda Gliese 581:s redan kända massa, och om man räknar med att Gliese 581 d finns, så skulle Gliese 581 c ha en massa minst 5,5 gånger större än jordens.
Under antagandet att den är en stenplanet, snarare än en isplanet, har Gliese 581 c en radie ca 50 % större än jordens. Gravitationen på en sådan planet skulle vara omkring 2,15 gånger så stor som jordens.

### Klimatet

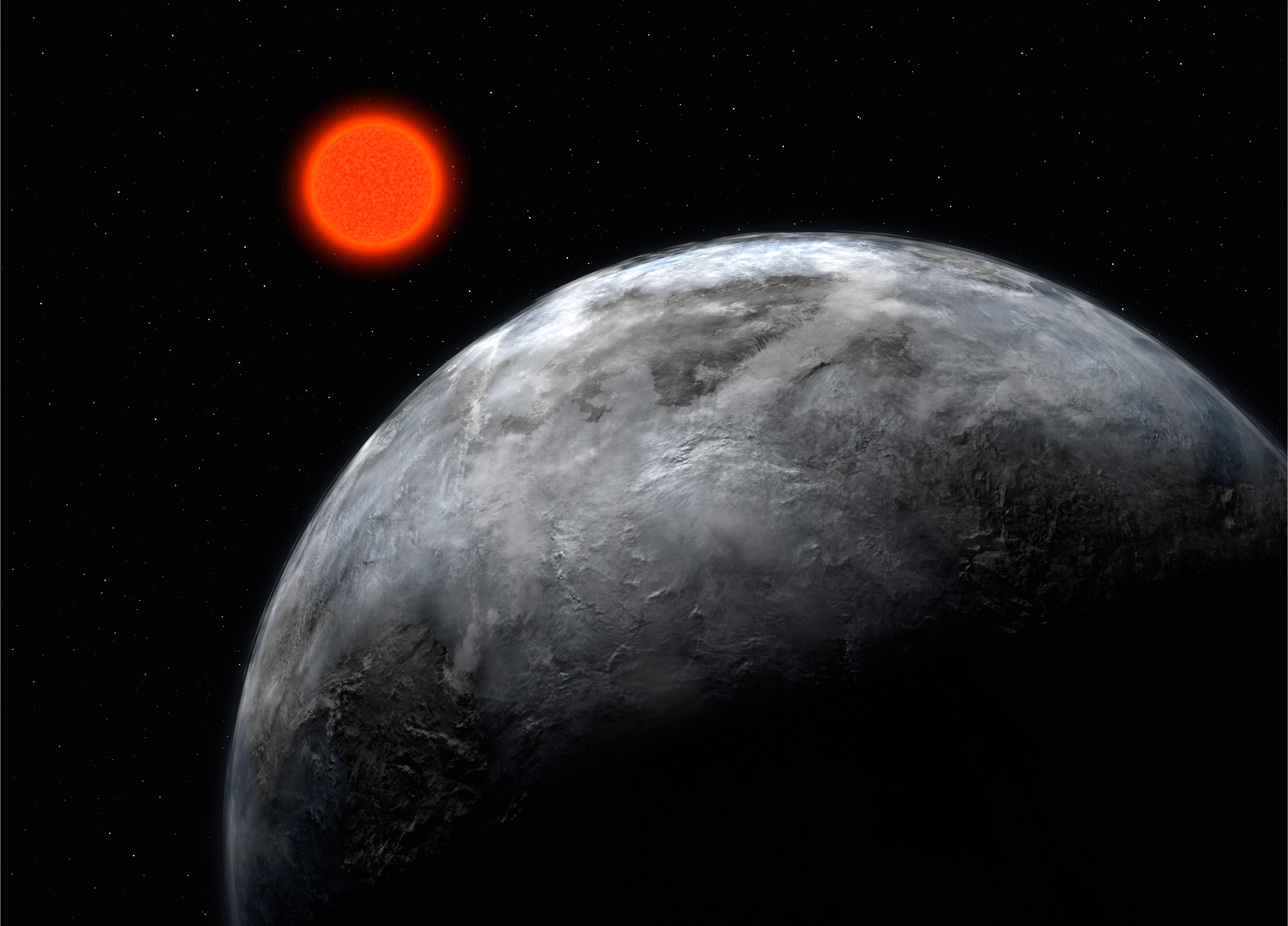
Föreställning av Gliese 581c som en jordlik planet.

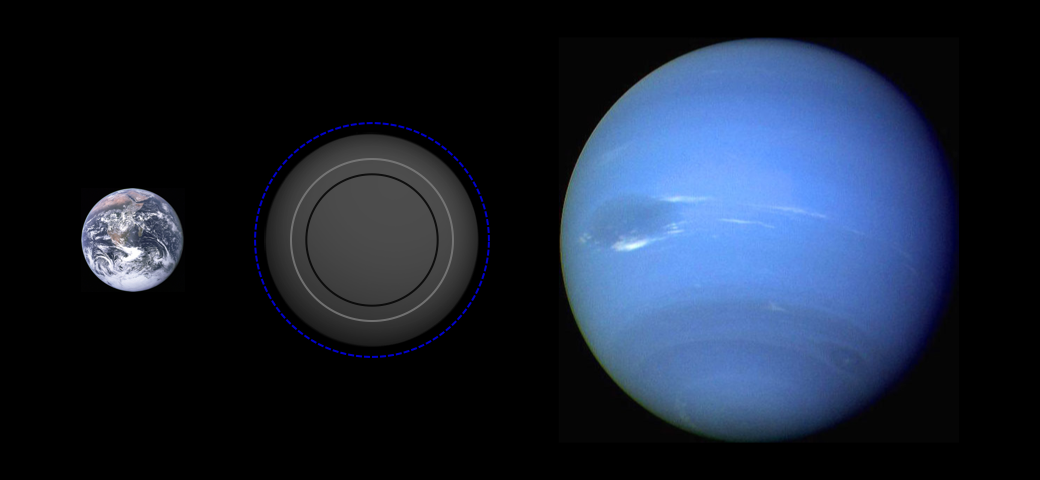
Storleksjämförelse mellan Jorden, Gliese 581 c och Neptunus

Gliese 581 c har en uppskattad yttemperatur på mellan 0 °C och 40 °C. Den verkliga temperaturen på planetens yta beror dock på närvaron och sammansättningen hos en eventuell atmosfär, vilket man i dagsläget inte kan uttala sig om. En av forskarteamets medlemmar, Xavier Delfosse, menar att den riktiga yttemperaturen bara kan komma att visa sig vara högre, inte lägre, och anför som exempel att motsvarande beräkning för jorden ger en "effektiv yttemperatur" på -17 °C. Att jordens verkliga temperatur är högre, med ett medel på omkring 15 °C, beror på atmosfärens växthuseffekt.
Det har framförts teorier om att Gliese 581 c hela tiden skulle vända samma sida mot Gliese 581, på samma sätt som månen gör mot jorden. Detta skulle resultera i att ena sidan av planeten är iskall och den andra mycket varm. Runt terminatorn mellan de två zonerna skulle dock klimatet kunna vara mer passande för liv.
Beboeligheten av Gliese 581c är ändå ifrågasatt, darför att studier visar att Gliese 581c kan vara för nära sin stjärna för att vara i den beboeliga zonen, och att den kan ha en Venus-liknande atmosfär, vilket skulle göra den obeboelig.

## Flytande vatten
Man tror att Gliese 581 c ligger inom den beboeliga zonen där flytande vatten, som vanligen anses vara en nödvändig förutsättning för liv, kan finnas. Fast studier visar att planeten kan vara för nära Gliese 581 för att vara i beboeliga zonen.

## Svårigheten i att utforska
Gliese 581 c har inte blivit direkt observerad; bara genom att mäta små förändringar i dess stjärnas position har man kunnat räkna fram en omloppstid och en banradie. Utvecklandet av instrument som är tillräckligt noggranna för att leta efter spår av liv kommer att ta många år. Dock säger Xavier Delfosse, medlem i forskarlaget, att "på grund av temperaturen och dess relativa närhet, kommer planeten att med all sannolikhet bli ett mycket viktigt mål för framtida rymduppdrag i sökandet efter liv i universum."
Dimitar Sasselov vid Harvard-Smithsonian Center for Astrophysics, som studerar strukturen och bildandet av planeter, säger följande: "Det är 20 ljusår. Vi kan ta oss dit" . Men även med de mest avancerade färdmedel som människan nu har till sitt förfogande är expeditioner antagligen inte möjliga och sannolikheten för att det kommer genomföras inom den närmaste framtiden anses som mycket liten.

## Meddelande från jorden
År 2008, skickades 501 radio meddelande från RT-70, mot Gliese 581 systemet, som ett meddelande till intelligent liv. Meddelandet beräknas komma fram under 2029.

## Konst
- 581c - Volume 1 av Thobias Fäldt